# Oreolalax rhodostigmatus
Espèce
Statut de conservation UICN

 VU B2ab(iii,v) : Vulnérable
Oreolalax rhodostigmatus est une espèce d'amphibiens de la famille des Megophryidae.

## Répartition
Cette espèce est endémique du centre de la République populaire de Chine. Elle se rencontre entre 1 000 et 1 790 m d'altitude dans les provinces du Hubei, du Sichuan, du Guizhou et du Hunan,.

## Publication originale
- Liu, Hu & Fei, 1979 : Five new pelobatid toads from China. Acta Zootaxonomica Sinica, Beijing, vol. 4, p. 83-92.